# Memnoch Diabeł
Memnoch Diabeł (tytuł oryg. Memnoch the Devil) – piąty tom cyklu Kroniki wampirów amerykańskiej pisarki Anne Rice wydany w 1995 roku.
Lestat, który jest wielbicielem ryzykownych przygód, staje wobec wyzwania, które rzuca go na kolana, przepełnia grozą i obrzydzeniem, doprowadza do zwątpienia we własne moce. Zmusza go również do podjęcia decyzji, po której stronie stoi – dobra, czy zła. Wszystko to za sprawą tajemniczej istoty, przy której blednie wszystko, a świat skrupulatnie opisywany przez Anne Rice drży w posadach. Memnoch, głoszący że jest diabłem nadszedł, a jako pomocnika do wypełnienia okropnej misji upatrzył sobie Lestata.
Po polsku Memnoch Diabeł został wydany przez wydawnictwo Rebis.